# هاينز كونينغ
هاينز كونينغ (بالألمانية: Heinz König)‏ هو اقتصادي ألماني، ولد في 25 ديسمبر 1927 في مونتاباور في ألمانيا، وتوفي في 21 نوفمبر 2002.